# Vercingetorix

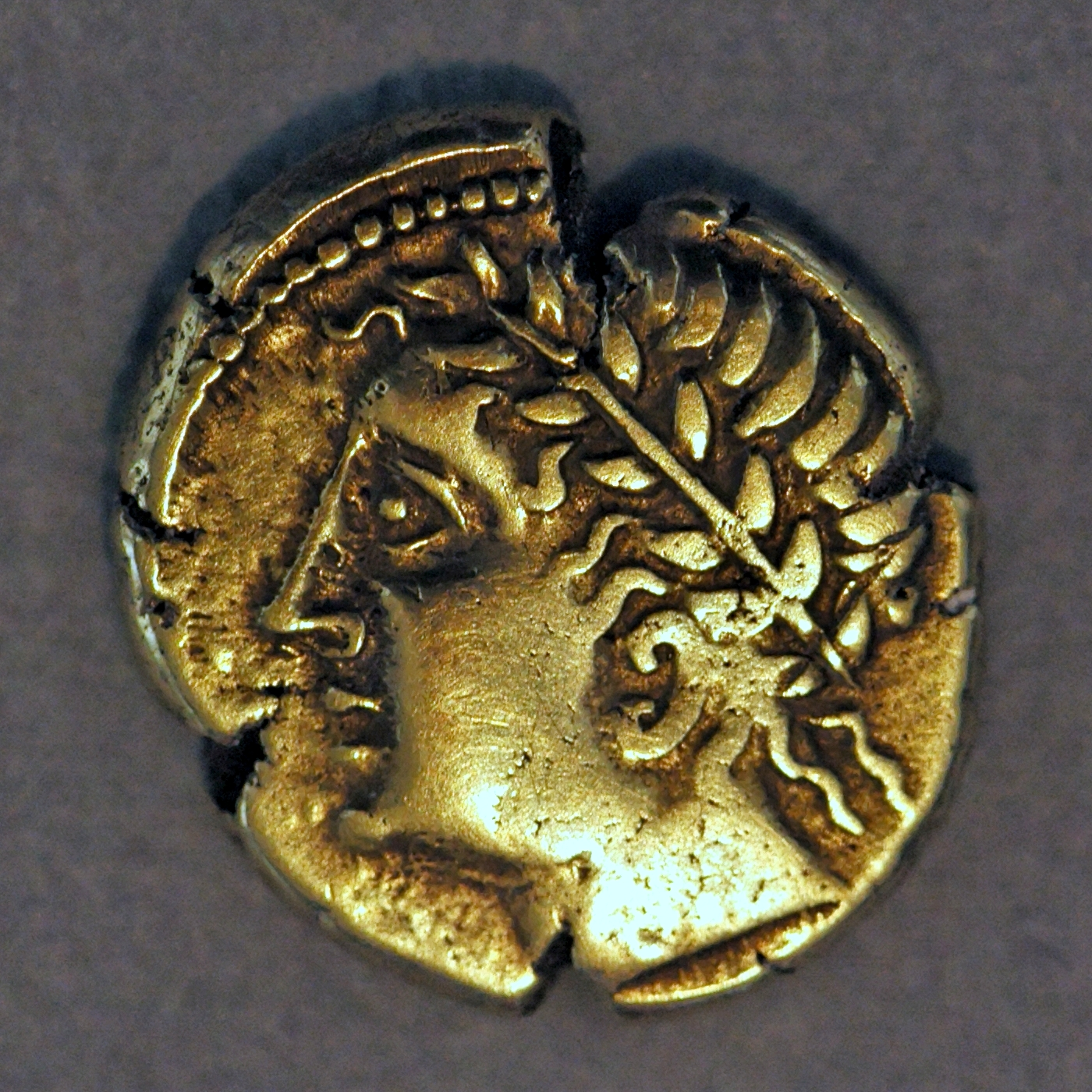
Stater von Vercingetorix

Vercingetorix (* etwa 82 v. Chr.; † 46 v. Chr. in Rom) war ein Fürst der gallisch-keltischen Arverner, der 52 v. Chr. – im siebten Jahr des Gallischen Krieges – fast alle gallischen Völker zu dem letzten allgemeinen, aber erfolglosen Versuch vereinigte, ihre Unabhängigkeit gegen den Eroberer Gaius Iulius Caesar zu verteidigen.

## Leben

### Namen
Bei "Vercingetorix" dürfte es sich nicht um den eigentlichen Namen der Person, sondern um seinen Titel handeln. Wörtlich übersetzt aus dem Kontinentalkeltischen bzw. Gallischen bedeutet der Begriff "Oberbefehlshaber der Krieger":
- ver- ("ober" - vergleiche das englische "over")
- -cingeto- ("Krieger")
- -rix ("König, Befehlshaber, Anführer" - vergl. das lateinische "Rex")[1]

### Herkunft
Vercingetorix stammte aus einem Adelsgeschlecht der Arverner. Sein Vater Celtillius wurde getötet, weil er nach der Königswürde strebte.

### Beginn des Aufstands

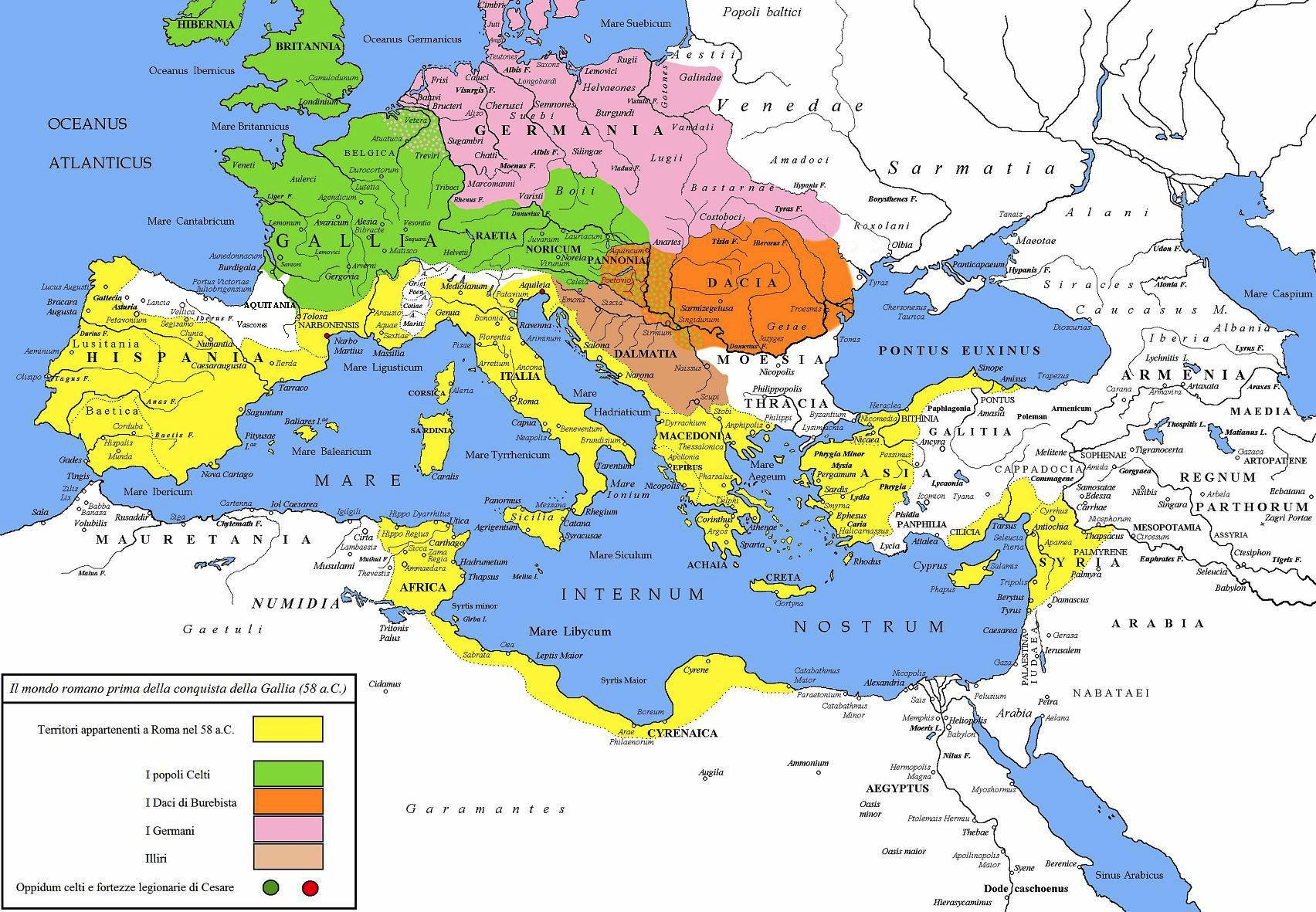
Das keltische Gallien und die Römische Republik im Jahr 58 v. Chr.

Anfang 52 v. Chr. töteten die Karnuten die römischen Geschäftsleute, die sich in Cenabum (Orléans) niedergelassen hatten. Als die Nachricht davon Gergovia erreichte, rief Vercingetorix seine Anhänger zusammen, wurde jedoch von seinem Onkel Gobannitio aus Gergovia verjagt. Vercingetorix versammelte eine Schar Anhänger um sich und vertrieb mit ihrer Hilfe wiederum seine Gegner unter Gobannitio. Von seinen Anhängern wurde er daraufhin als König gefeiert.
Durch Gesandtschaften brachte Vercingetorix die Senonen, Parisier, Pictonen, Cadurcer, Turonen, Aulerci, Lemovicer, Anden und alle übrigen Stämme, die an das Meer stießen, auf seine Seite. Ihm wurde der Oberbefehl für den Kampf gegen Caesar übertragen. Daraufhin setzte Vercingetorix die Anzahl der Soldaten fest, die jeder Stamm stellen musste.
Als Caesar davon erfuhr, eilte er nach Gallien und gelangte über die Cevennen in das Gebiet der Arverner. Er überfiel die Arverner, die sich hinter dem verschneiten Gebirge sicher gefühlt hatten. Vercingetorix belagerte daraufhin Gorgodina, eine Stadt der mit Caesar verbündeten Boier. Caesar beschloss, Gorgodina zu entsetzen; auf dem Weg dorthin überfiel er Vellaunodunum und Cenabum. Vercingetorix brach die Belagerung von Gorgodina ab und zog Caesar entgegen, der inzwischen Noviodunum Biturigum belagerte. Diese Stadt ergab sich zunächst den Römern, änderte jedoch die Gesinnung, als die Reiterei des Vercingetorix erschien. Mit Hilfe seiner Reiterei schlug Caesar Vercingetorix zurück und nahm die Stadt ein.

### Schlacht um Avaricum
Nach dieser Niederlage entschloss sich Vercingetorix zur Taktik der Verbrannten Erde: Die Gallier zerstörten Siedlungen und Nahrungsvorräte, nur die gut befestigte Stadt Avaricum (Bourges) wurde verschont. Caesar belagerte die Stadt, Vercingetorix ließ sich mit seinen Truppen 20 Kilometer entfernt von Avaricum nieder. Caesars Heer litt unter Versorgungsproblemen, trotzdem errichteten die Legionen zahlreiche Belagerungswerke, mit deren Hilfe sie Avaricum an einem regnerischen Frühlingstag erstürmten. Nach Angaben Caesars überlebten die Erstürmung Avaricums 800 von 40.000 Einwohnern.
Vercingetorix ging aus der Niederlage von Avaricum sogar gestärkt hervor: Er gewann die Führer weiterer Stämme, darunter Teutomatus, für sich. Es wurden ihm neue Truppen gestellt, so dass er die Verluste von Avaricum schnell ausgleichen konnte.

### Schlacht von Gergovia
Vercingetorix zog sich in das schwer einnehmbare Oppidum Gergovia zurück, die Hauptstadt der Arverner (in der Nähe des heutigen Clermont-Ferrand in der Auvergne). Einen Angriff Caesars konnte er in der Schlacht von Gergovia zurückschlagen; Caesar verlor dabei nach eigenen Angaben fast 700 Soldaten.

### Versammlung der gallischen Stämme in Bibracte
Nach der Schlacht von Gergovia fielen die Haeduer von Caesar ab; damit hatten sich alle gallischen Stämme mit Ausnahme der Remer und Lingonen und der in Germanenkriege verwickelten Treverer gegen die Römer verbündet. Auf einer gesamtgallischen Versammlung in Bibracte wurde Vercingetorix einstimmig zum Oberbefehlshaber ernannt.

### Reiterschlacht am Armançon
Vercingetorix bevorzugte trotz des Erfolges eine hinhaltende Kriegsführung. Seine Befehlsgewalt über das gallische Aufgebot war jedoch eingeschränkt, denn Teile der Streitkräfte drängten auf offensive Fortführung des Krieges. Das gallische Heer griff daraufhin gegen den Willen des Vercingetorix die Römer an und wurde vollständig geschlagen.

### Rückzug nach Alesia
Die Reste der Armee zogen sich nach Alesia, einem Oppidum der Mandubier, zurück (Alise-Sainte-Reine im Département Côte-d’Or, in der Nähe von Dijon, wo Napoleon III. 1864 dem Vercingetorix eine 6,5 m hohe Bronzestatue errichten ließ) und wurden hier von Caesar belagert.
Caesar ließ ein umfangreiches System von Wällen, Gräben und Palisaden um die Stadt errichten, das sowohl gegen eventuelle Ausbrüche aus der Stadt als auch gegen eine Entsatzarmee gerichtet war. Die absehbare Nahrungsmittelknappheit trieb Vercingetorix dazu, Frauen und Kinder aus der belagerten Festung auf die Römer zuzutreiben, die diese weder ernährten noch abziehen ließen. Da ihre Männer sie ebenfalls nicht wieder einließen, starben sie vor deren Augen den Hungertod. Als sich ein gallisches Entsatzheer der Stadt näherte, wagte Vercingetorix den Ausbruch, der an den Verteidigungsanlagen der Römer scheiterte.
Angesichts der hohen Verluste vor den Verteidigungslinien der Römer riet Vercingetorix seinen Truppen angeblich, sich zu ergeben und ihn an den Sieger auszuliefern, um bessere Bedingungen zu erlangen.

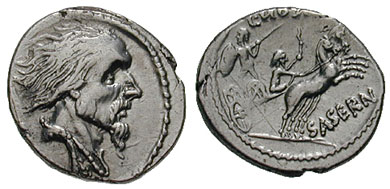
Das Bildnis ist wahrscheinlich das Porträt von Vercingetorix.

### Tod in Rom
Vercingetorix wurde nach seiner Gefangennahme sechs Jahre eingekerkert, bevor er im August oder September 46 v. Chr. bei Caesars vierfachem Triumph durch Rom geführt wurde, wo er im Anschluss daran getötet wurde. Wahrscheinlich fand seine Hinrichtung im Carcer Tullianus durch Erdrosseln statt.
Um 48 v. Chr. prägte L. Hostilius Saserna Denare, deren Bildnisse Caesars Taten in Gallien verherrlichten. Das Bildnis eines Mannes, den die flatternden Haare als Barbaren und ein im Hintergrund sichtbarer gallischer Schild als Gallier kennzeichnen, ist wahrscheinlich ein Porträt von Vercingetorix.

## Rezeption

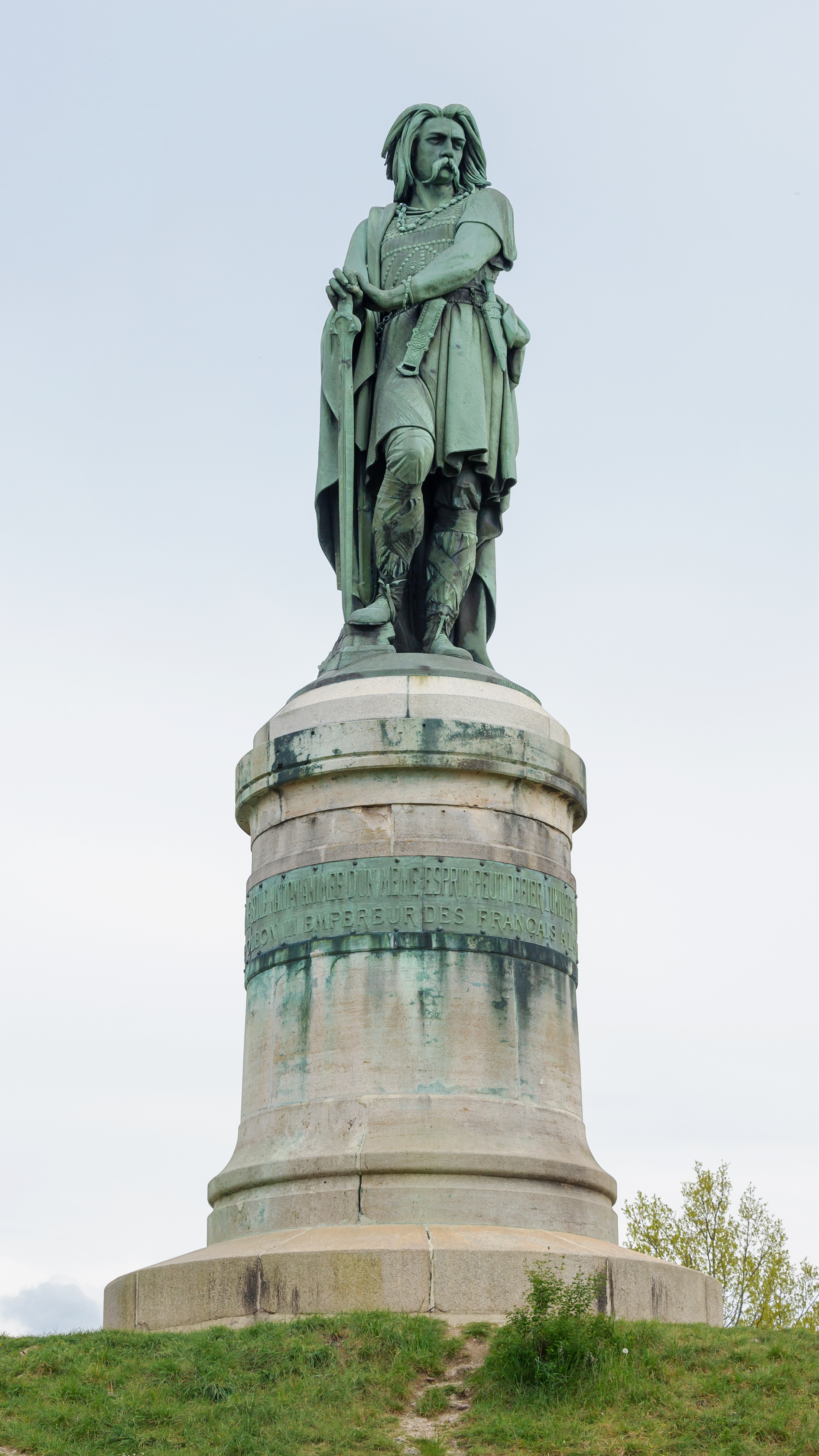
Vercingetorix-Denkmal in Alise-Sainte-Reine (Alesia)

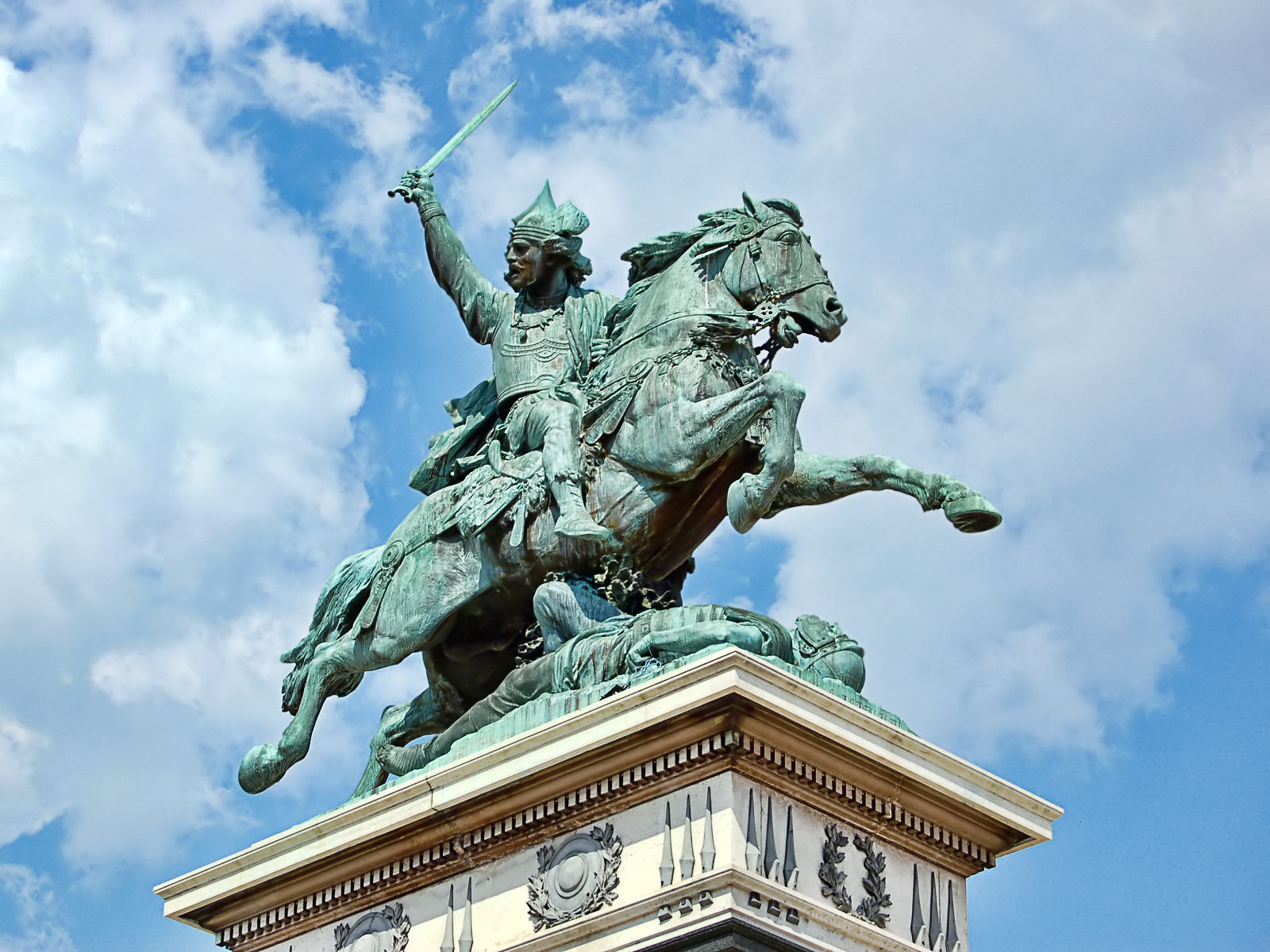
Vercingetorix-Denkmal in
Clermont-Ferrand

Vercingetorix legt seine Waffen Caesar zu Füßen (Historiengemälde von Lionel Royer, 1899)

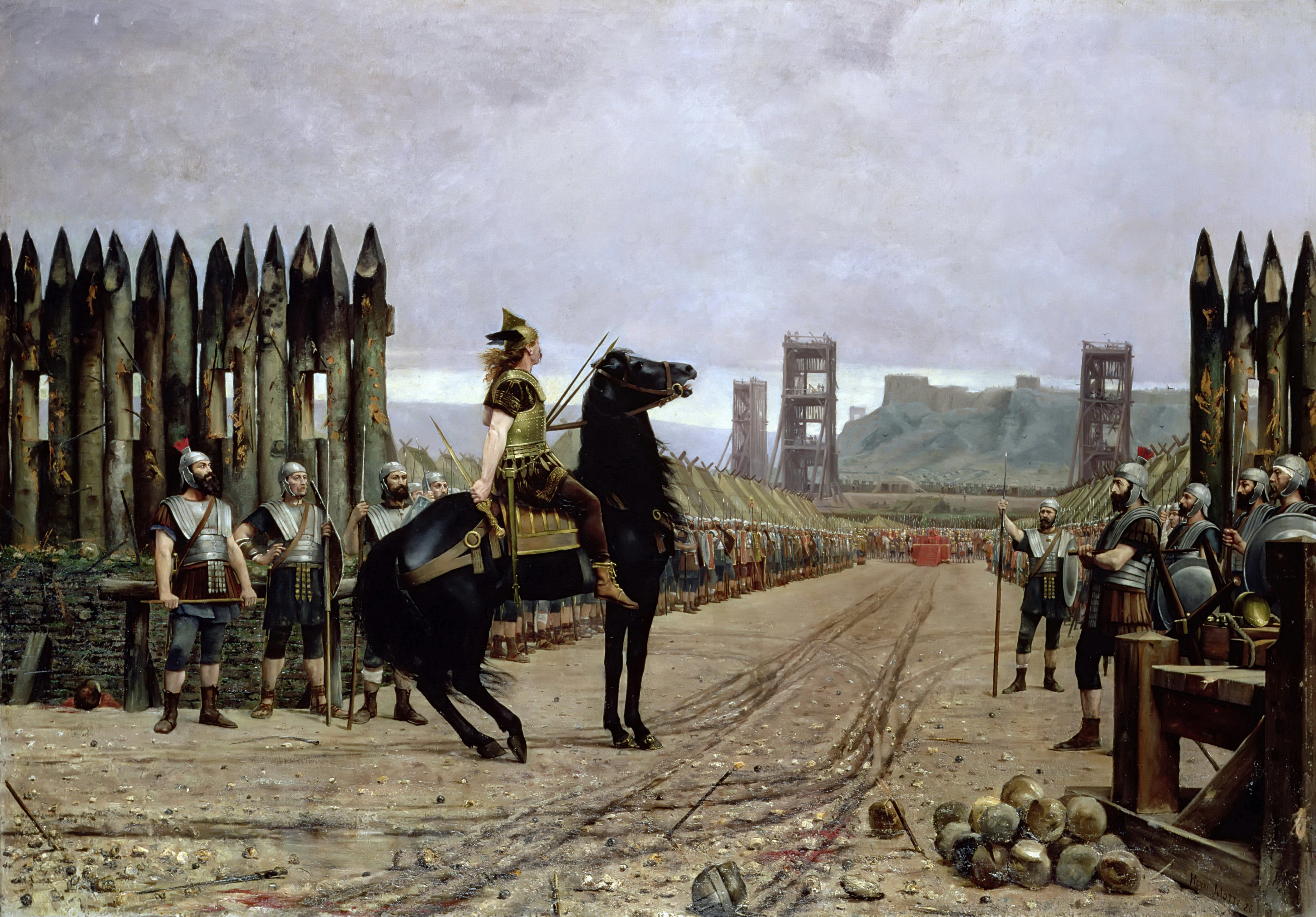
Vercingetorix kapituliert vor Caesar (Historiengemälde von Henri-Paul Motte, 1886)

Die Gestalt des Vercingetorix wurde im 19. Jahrhundert verklärt zu einem mythischen Ursprungs-Helden der französischen Nation. Ganz ähnlich wie es in Deutschland mit der Verehrung von Hermann dem Cherusker geschah, diente die Feier des Vercingetorix dazu, für die französische Nation bis ins erste vorchristliche Jahrhundert reichende „Kontinuitäten zu konstruieren und Traditionen zu ‚erfinden‘“.

### Denkmäler im Zweiten Kaiserreich
Kaiser Napoleon III., der von Caesar und Vercingetorix gleichermaßen begeistert war, ließ mehrere Denkmäler des Arvernerfürsten errichten. Das eine schuf der Bildhauer Aimé Millet 1865 in Alise-Sainte-Reine, dem vermuteten Ort der Schlacht um Alesia: eine sieben Meter hohe Statue auf einem Sockel von Eugène Viollet-le-Duc. Die Worte auf dem Sockel paraphrasieren in anachronistischem Nationalismus einen Teil der Rede, die Vercingetorix laut Caesar vor der Schlacht gehalten haben soll:

« La Gaule unie / Formant une seule nation / Animée d’un même esprit / Peut défier l’Univers. »

„Das vereinigte Gallien / das eine einheitliche Nation bildet / die von demselben Geist beseelt ist / kann der ganzen Welt trotzen.“

Ein weiteres Denkmal des Vercingetorix aus dem Zweiten Kaiserreich stammt von dem Elsässer Bildhauer Frédéric-Auguste Bartholdi, der auch die Freiheitsstatue schuf. Ein erster Entwurf datiert von 1866, das fertige Standbild wurde 1903 in Clermont-Ferrand enthüllt. Es zeigt Vercingetorix hoch zu Ross und mit erhobenem Schwert, den Blick nach hinten gewandt, um seine Gefolgsleute anzufeuern. Hier trägt Vercingetorix erstmals den ahistorischen Flügelhelm, der seitdem als typisch gallischer Kopfschutz abgebildet wird, etwa seit 1925 auf den Zigarettenpackungen der Marke Gauloises oder seit 1959 in den Comics über den unbesiegbaren Gallier Asterix. Dieser ist in seinem Habitus seinerseits ein „verniedlichter Vercingetorix“.

### Rezeption seit der Dritten Republik
In der Dritten Republik wurden nationalistisch aufgeladene Darstellungen des Gallier-Fürsten vor allem bei republikanisch gesinnten Franzosen immer populärer, während die Konservativen und Katholiken in ihrem ebenfalls nationalistischen Diskurs lieber an Chlodwig I., den Begründer des Frankenreichs, anknüpften.
Der Historienmaler Lionel Royer malte 1899 die einzig bei Florus überlieferte Szene aus, wie Vercingetorix nach der Schlacht von Alesia seine Waffen Caesar zu Füßen legt. Dabei reitet der Held des Gemäldes erhobenen Hauptes vor dem deutlich niedriger positionierten Caesar, dem er also rein auf der Bildhöhe überlegen ist. Die Waffen liegen alle auf Caesars Hälfte des Bildes, wo zudem noch ein gefesselter Gallier mit geschundenem Rücken buchstäblich unter der Knute eines Legionärs knien muss. Hier lassen sich Anspielungen auf die französische Niederlage im Deutsch-Französischen Krieg erkennen: Nach 1871 wie nach 52 v. Chr. behalten die Gallier bzw. die Franzosen ihren Stolz und ihre Würde, auch wenn sie besiegt und einer der ihren – das vom Deutschen Reich annektierte Reichsland Elsaß-Lothringen – schmählich gefangen genommen und misshandelt wurde.
Diese Szene wurde in der Folgezeit wieder und wieder dargestellt und fand über den Umweg über französische Schulbücher schließlich parodistischen Eingang in die Asterix-Comics, in denen Vercingetorix seine Waffen als stolzer Mann nicht vor Caesar ablegt, sondern diesem auf die Füße schleudert, sodass der mit schmerzverzerrter Miene davonspringt.
2018 wurde der Asteroid (52963) Vercingetorix nach ihm benannt.

### Filme
- Vercingetorix – Kampf gegen Rom, Historienfilm aus dem Jahr 2000 (F/Can)
- Julius Caesar, Historienfilm (2002)
- Rom, Fernsehserie (2005–2006)
- Die letzte Schlacht der Kelten, Dokumentation (2004) aus der ZDF-Reihe Sphinx – Geheimnisse der Geschichte